# MetroTV (Indonesia)
MetroTV (Media Televisi Indonesia) es una cadena de televisión noticias de Indonesia.
La estación fue establecida el 25 de noviembre de 2000 y ahora tiene más de 53 transmisión de sitios en todo el país. Es propiedad de Surya Paloh quien también es dueño de la Indonesia de prensa diaria. Estos dos, junto con otros periódicos distribuidos en diferentes partes de Indonesia, son parte del grupo de los medios y la red de TV Tokyo , también propiedad de Paloh.
Es la única estación de televisión para ofrecer Mandarin noticias y no (sinetron telenovela programas) en Indonesia, aunque recientemente la estación también había empezado a transmitir programas de entretenimiento y multiculturales, tales como un programa de tecnología llamado "e-Estilo de vida", la satírica y noticias asuntos actuales muestran "Republik Mimpi" (La República Dream), la programación musical como Musik + (Music +) y Idenesia, y otra programación especial o regional.

## Historia
MetroTV se estableció el 25 de octubre de 1999. Prueba inicialmente prevista de la transmisión nombre nació como MetroTV ( Medios Televisi Indonesia operado por los medios de comunicación de Indonesia Grupo por el padre del presidente director principal Surya Paloh .
MetroTV fue lanzado el 25 de noviembre de 2000 a las 19:00 WIB por Putra Nababan como primera noticia anclado y el primer noticiero . Después de la imagen de la proclamación de la independencia y la reproducción del himno nacional de la República de Indonesia 's " Indonesia Raya ", y entre los primeros segmentos fue una entrevista de fue inaugurado por el entonces Presidente de la República de Indonesia 's padre Gus Dur y el vicepresidente de la República de Indonesia 's Mother Megawati Soekarnoputri en Merdeka Palace en Yakarta . Del presidente director principal Padre Surya Paloh una primera vez en una serie de prueba de emisiones a 7 - Indonesia ciudades más grandes de la televisión de transmisión en la República de Indonesia como: Yakarta , Bandung , Surabaya , Yogyakarta , Solo , Semarang y Medan y emitió por primera vez una hora de emisión en tiempo de ejecución de las transmisiones en tiempo de ejecución a 12 horas en todos los días de 12:00 a 00:00 WIB .
MetroTV fue el primero Indonesio empresa de televisión que fue inaugurado oficialmente por el presidente de Indonesia a sí mismo.

## Concepto
Metro TV tiene un diferente concepto que las otras estaciones en Indonesia ; incluso esta estación emite las 24 horas a la semana, que centró sus programas sólo para las noticias de todo el mundo.
Metro TV transmitido en tres nuevos idiomas Inglés programas, World News, Indonesia Ahora, y Talk Indonesia. También tenía una lengua china de programas como Planeta Xin Wen . También ha tenido TI y programas documentales. Adicionalmente, tiene un programa culinario y un programa de motivación, Mario Teguh oro maneras . También muestra la programación empresarial, que uno de ellos es "Desafíos Económicos" y Bisnis Hari Ini ( Business Today ).
Metro TV también tienen un informercial bloque, por lo general Residencial , pero a veces, cualquier precio de los productos y la tecnología. El bloque de infomercial normalmente aire en las redes y estaciones durante la mañana los fines de semana. El bloque tiene sin cortes comerciales. Este canal es propiedad de Media Group , que también es propietaria de los medios de comunicación de Indonesia y Lampung Pon periódicos y TV Tokyo Corporación , que los propietarios son Nihon Keizai Shimbun y Mainichi Broadcasting System .
Sin embargo, Metro TV no fue el primero Indonesio canal que se emite en Idioma inglés. RCTI se convirtió en el primer canal de Indonesia a emitir en el idioma inglés al mostrar Indonesia Hoy el 1 de noviembre de 1996, y el programa de noticias de Inglés se hace con un público objetivo específico con los extranjeros que desean conocer las últimas noticias y más información sobre Indonesia, pero terminó en 2001. Metro TV más tarde transmitió Metro esta mañana y News Flash . Metro Esta mañana se terminó de finales de marzo de 2007. Metro TV es el único canal de noticias en Indonesia hasta 2008, cuando Lativi fue renombrada como UNO TV dejando caer todas las comedias, así como las telenovelas, centrándose en las noticias y programas deportivos.

## Programas
- Breaking News
- Headline News
- Metro Pagi
- Bedah Editorial Media Indonesia
- Wide Shot
- Metro Siang
- Metro Hari Ini
- Suara Anda
- Top Nine News
- Top Nine News Weekend
- Metro Sport
- Metro Malam
- Prime Time News
- Public Corner
- Idenesia
- Open Mic
- Stand Up Comedy Show
- Stand Up Comedy Battle of Comic
- Kick Andy
- World News
- Politika
- Indonesia Now
- Expedition
- Archipelago
- Chat Club
- e Lifestyle
- 12 Pas
- Mario Teguh Golden Ways
- Zona Memori
- Just Alvin
- Democrazy
- News Maker
- Mata Najwa
- Metro 10
- Metro Files
- Metro Highlights
- Metro This Week
- Talk Indonesia
- Menu and Venue
- Discover Indonesia
- Journalist On Duty
- 8 Eleven Show
- Autozone
- OBlitz
- Talk Indonesia
- Genta Demokrasi
- MDGs Insight
- Sentilan Sentilun
- Inside
- Prime Interview
- Today's Dialogue
- Economic Challenges
- Corporate Strategy
- Face 2 Face
- Genta Demokrasi
- Destroyed In Seconds
- Super Nanny
- The Oprah Winfrey Show
- Rachael Ray
- Metro Xin Wen
- Zero To Hero
- 360